# Peronura hildebrandtiana
Peronura hildebrandtiana är en insektsart som beskrevs av Karsch 1889. Peronura hildebrandtiana ingår i släktet Peronura och familjen vårtbitare. Inga underarter finns listade i Catalogue of Life.